# Beauvoir (Oise)
Beauvoir ist eine französische Gemeinde mit 224 Einwohnern (Stand: 1. Januar 2022) im Département Oise in der Region Hauts-de-France (vor 2016 Picardie). Sie liegt im Arrondissement Clermont und ist Teil der Communauté de communes de l’Oise Picarde und des Kantons Saint-Just-en-Chaussée (bis 2015 Breteuil). Die Einwohner werden Beauvairois genannt.

## Geographie
Beauvoir liegt etwa 40 Kilometer nordnordöstlich von Beauvais. Umgeben wird Beauvoir von den Nachbargemeinden Vendeuil-Caply im Norden und Westen, Breteuil im Norden und Nordosten, Tartigny im Nordosten, Chepoix im Osten, Bonvillers im Osten und Südosten sowie Saint-André-Farivillers im Süden und Südwesten.

## Einwohner
| 1962                      | 1968 | 1975 | 1982 | 1990 | 1999 | 2006 | 2013 |
| ------------------------- | ---- | ---- | ---- | ---- | ---- | ---- | ---- |
| 219                       | 217  | 169  | 172  | 202  | 217  | 269  | 271  |
| Quelle: Cassini und INSEE |      |      |      |      |      |      |      |

## Sehenswürdigkeiten
- Kirche Saint-Denis aus dem Jahre 1865 (siehe auch: Liste der Monuments historiques in Beauvoir (Oise))
- Schloss aus dem 18. Jahrhundert mit Kapelle, 2015 abgebrannt

## Weblinks

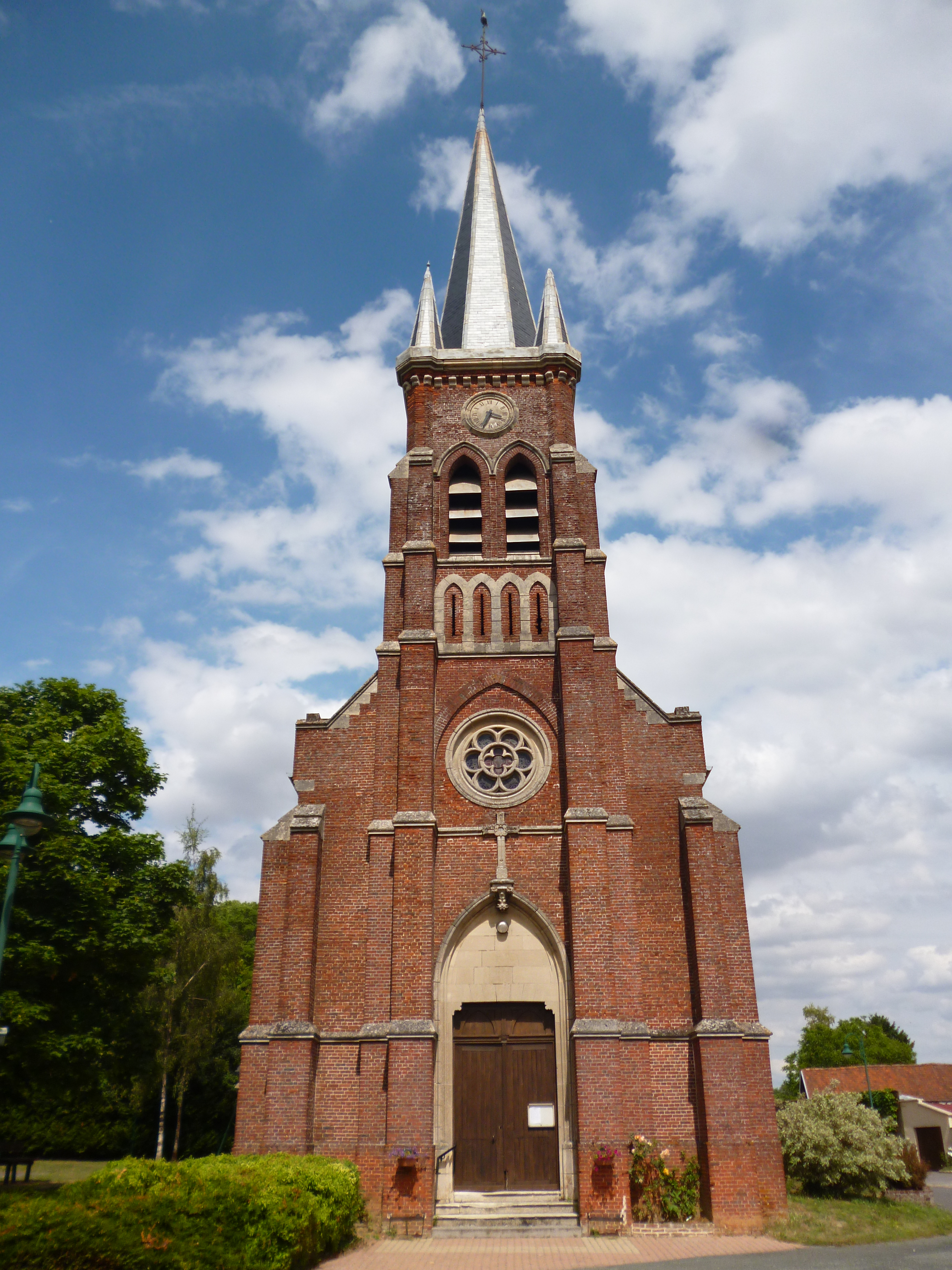
Kirche Saint-Denis